# صیره
صیره، روستایی از توابع بخش مرکزی شهرستان اهواز در استان خوزستان ایران می باشد.

## جمعیت
این روستا در دهستان اسماعیلیه قرار دارد و براساس سرشماری مرکز آمار ایران در سال ۱۳۸۵، جمعیت آن ۲۱۴ نفر (۴۲خانوار) بوده‌است.